# Серый Клин
Се́рый Клин или Се́рая Украи́на (укр. Сірий Клин, Сіра Україна) — в украинской историографии неофициальное название региона проживания украинской диаспоры в Юго-Западной Сибири и Северном Казахстане. С конца XIX — начала XX веков часть сибирского края украинские переселенцы называют Серым Клином. Центром украинской жизни Серого Клина считается город Омск.
Известны также «Жёлтый Клин» (Поволжье), «Малиновый Клин» (Кубань) и «Зелёный Клин» (юг Дальнего Востока).

## География
Серый Клин — название пространства, охватывающего бывший Степной край, то есть современный северный Казахстан, юг Омской области, Барабинскую степь в Новосибирской области, Кулундинскую степь — частично в Новосибирской, а частично в Алтайском крае, а также некоторые другие районы Алтая.

## История
Впервые украинцы появились на просторах Сибири вместе с отрядами Ермака Тимофеевича: среди ермаковских казаков упоминаются «черкасы». Одним из них был знаменитый Черкас Александров, участник Ермакового похода (вероятно, первый историограф Ермака) и посольства до Ивана Грозного, а с 1598 — атаман тобольских служилых конных татар.
От первых десятилетий после присоединения Сибири к Русскому царству украинцы несли службу по сибирским гарнизонам. Вероятно, были они и в составе тех отрядов, которые первыми пришли на территорию современной Новосибирской области того же 1598 и нанесли окончательное поражение хану Кучуму на реке Ирмень, вблизи её впадения в реку Обь. Позже, в начале XVII века, был основан Барабинский и Убинский остроги. В Новосибирской области воевода Я. А. Тухачевский взял штурмом Чингис-городок татарского мурзы Тарлавы и оставил там казачий гарнизон. В середине XVII века в районе теперешнего Бердска появилась «разъездная» станица томских казаков.
Заселение украинцами Сибири началось со второй половины семидесятых-восьмидесятых годов XIX века и резко возросло после сооружения западной и центральной веток Транссибирской железной дороги, строительство которой велось в 1895—1905 годах с обоих концов (Владивостока и Урала). Особого размаха колонизация приобрела в результате Столыпинской реформы — надела безземельных крестьян (преимущественно с Украины и из России) свободными землями в Сибири. Украинцы селились в основном вблизи этой железной дороги, преимущественно в сёлах, и занимались земледелием и животноводством.
По переписи 1897 в Сибири проживало 223 274 украинцев при общей численности населения региона 5 758 822.
На территории современного Казахстана украинцы, преимущественно жители Левобережья, начали селиться с 70-х годов XIX века. По данным переписи 1897 в Средней Азии проживали 101 611 украинцев из 7 746 718 жителей региона, в том числе в Акмолинской области — 51 103, Семиреченской — 18 611.
| № | Губерния          | 1885 | 1886 | 1887 | 1888  | 1889  | 1890 | 1891—1914 |
| - | ----------------- | ---- | ---- | ---- | ----- | ----- | ---- | --------- |
| 1 | Волынская         | …    | …    | …    | …     | …     | …    | 54 496    |
| 2 | Екатеринославская | …    | …    | …    | …     | …     | …    | 186 286   |
| 3 | Киевская          | …    | …    | …    | …     | …     | …    | 175 639   |
| 4 | Полтавская        | 48   | 179  | 999  | 1 720 | 240   | 76   | 359 025   |
| 5 | Таврическая       | …    | …    | …    | …     | …     | …    | 111 074   |
| 6 | Харьковская       | 13   | 5    | 421  | 2 455 | 1 960 | 932  | 195 333   |
| 7 | Херсонская        | …    | …    | …    | …     | …     | …    | 135 753   |
| 8 | Черниговская      | 235  | 13   | 75   | 443   | 210   | 152  | 282 873   |
|   | Всего             | 296  | 179  | 1495 | 4618  | 2410  | 1160 | 1 604 873 |

Резко возросли миграционные потоки после введения в 1905 железной дороги Оренбург—Арыс.
В годы Великой Отечественной войны значительным было количество эвакуированных в Сибирь и Казахстан рабочих промышленных предприятий.
В 1950-х множество украинцев осело в Казахстане, осваивая целинные земли. Всего там проживает около 800 000 украинцев и на сегодня диаспора в Казахстане является второй по численности (на постсоветском пространстве) после украинской диаспоры в России и 4-й в мире после украинских диаспор в России, Канаде и США.
Миграция украинцев в южные районы Западной Сибири прекратилась лишь с распадом СССР.

## Национальный состав

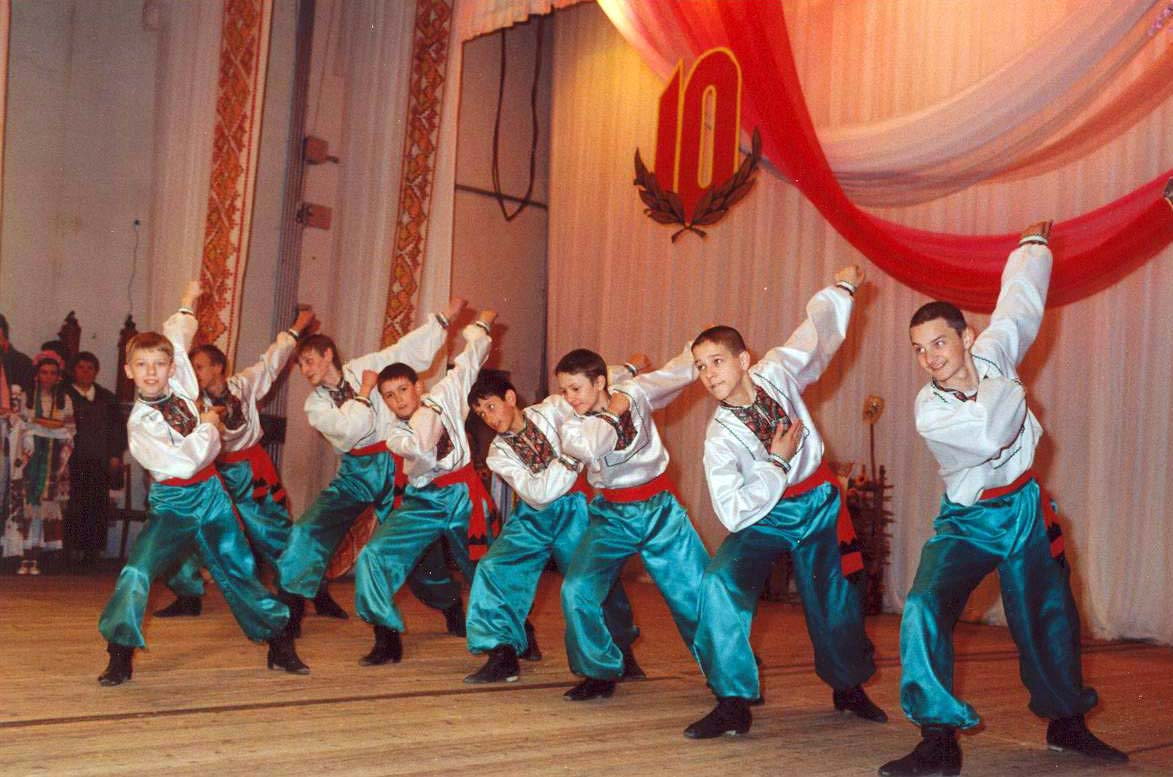
Украинский народный танец в исполнении российских украинцев

По переписи 1926 в степном краю проживало 1 358 000 украинцев. Выделяют полосу шириной 150—500 км, в которой украинцы составляли большинство. Её площадь 460 тыс. км², в том числе 405 тыс. км² в Казахстане и 5,5 тыс. км² в Сибири. Она простиралась почти на 2 000 км от Оренбурга на Западе до Семипалатинска в предгорье Алтайских гор на Востоке. На этой территории украинцы составляли большинство в 44 районах из 81. Всего в 1926 году их было здесь 915 тыс. чел., что составляло 40,4 % всего населения, в то время как казахов насчитывалось 27 %, а русских 22 %.

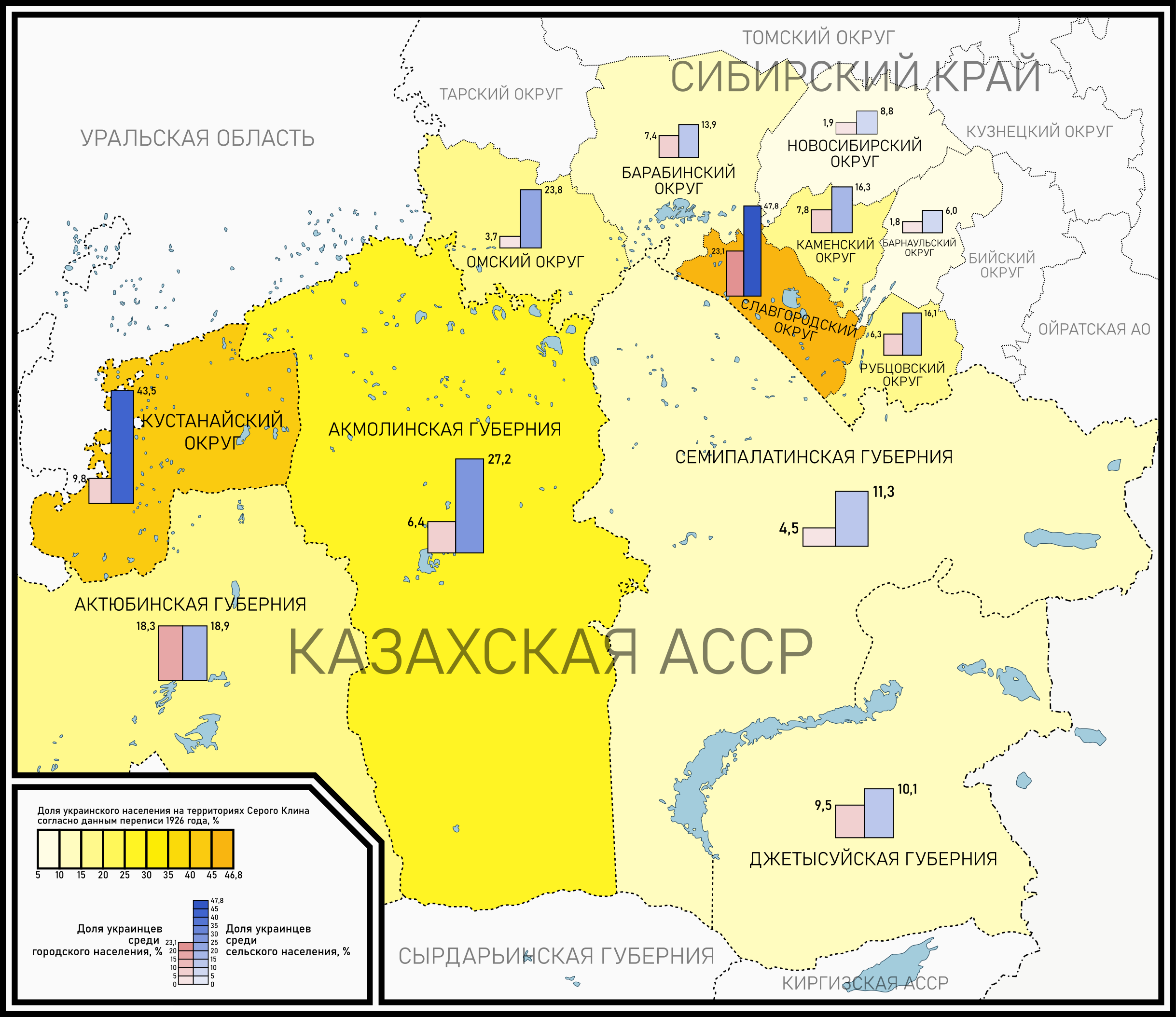
Доля украинцев в городском и сельском населении Южной Сибири и Северного Казахстана по округам и губерниям согласно Всесоюзной переписи 1926 года.

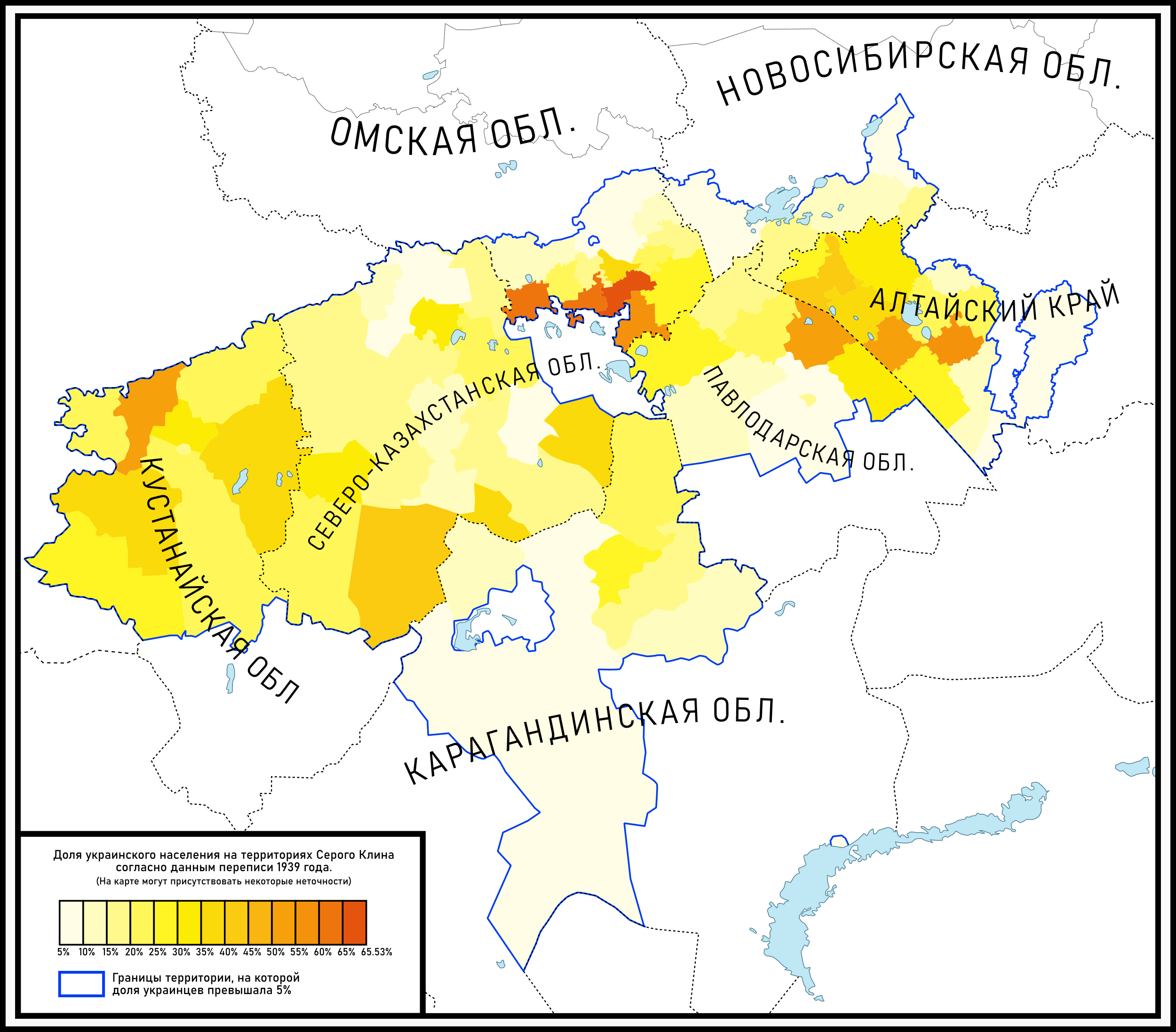
Доля украинцев населении Южной Сибири и Северного Казахстана по районам согласно Всесоюзной переписи 1939 года.

Распределение украинцев по округам и губерниям, существовавшим на данной территории в момент переписи.:
| Регион                   | Население | %     |
| ------------------------ | --------- | ----- |
| Акмолинская губерния     | 312 338   | 25,78 |
| Актюбинская губерния     | 88 413    | 18,86 |
| Джетысуйская губерния    | 88 882    | 10,02 |
| Семипалатинская губерния | 140 233   | 22,09 |
| Кустанайский округ       | 160 844   | 41,32 |
| Барабинский округ        | 68 375    | 13,59 |
| Барнаульский округ       | 38 675    | 5,53  |
| Каменский округ          | 70 664    | 15,86 |
| Новосибирский округ      | 60 159    | 7,58  |
| Омский округ             | 159 694   | 19,39 |
| Рубцовский округ         | 64 758    | 15,46 |
| Славгородский округ      | 202 748   | 46,78 |

Размер украинского этноса относительно других:
| Первый по численности |
| Второй по численности |
| Третий по численности |